# Abandon Your Friends
Abandon Your Friends es el tercer álbum de estudio de la banda neoyorquina From Autumn to Ashes. Fue lanzado el 30 de agosto de 2005 por Vagrant, que firmó su segundo disco con el grupo. Incluye el sencillo "Where Do You Draw the Line?".
El álbum presenta algunas novedades, como la escasa presencia musical de Benjamin Perri, el vocalista junto a Francis Mark. Perri y Mark atravesaron una crisis que se saldó con la salida del primero, ya que Perri apenas contribuyó demasiado musical ni líricamente en el álbum recayendo el peso de las voces principales en Mark. Tras el lanzamiento del álbum, Perri abandonó From Autumn to Ashes (FATA).
Tampoco apareció Melanie Wills, de la banda One True Thing, tras colaborar en los dos primeros trabajos de la banda. A modo de curiosidad, el baterista de Coheed and Cambria por aquel entonces, Josh Eppard, fue el responsable del título de una canción "Placentapede". Durante un festival entre ambas bandas, FATA se dispuso a tocar dicha canción en directo, pero aún no habían pensado en un nombre. Fueron al autobús de Coheed and Cambria y Eppard les recomendó "Placentapede".

## Listado de canciones
1. "Where Do You Draw the Line?" – 4:28
2. "Inapprope" – 2:47
3. "Sugar Wolf" – 5:37
4. "Vicious Cockfight" – 3:58
5. "Streamline" – 4:40
6. "The Funny Thing About Getting Pistol Whipped Is..." – 2:41
7. "Placentapede" – 5:15
8. "Kansas City 90210" – 4:00
9. "Short for Show" – 4:01
10. "Long to Go" – 4:29
11. "Jack+Ginger" – 2:49
12. "Abandon Your Friends" – 4:03

## Créditos
- Francis Mark (baterista, vocalista)
- Brian Deneeve (guitarra, piano, coros)
- Ben Perri (vocalista)
- Jon Cox (guitarra)
- Josh Newton (bajo, coros)